# آلمان، سال صفر
آلمان، سال صفر (ایتالیایی: Germania anno zero) فیلمی در ژانر درام و هنری به کارگردانی روبرتو روسلینی است که در سال ۱۹۴۸ منتشر شد. این فیلم، به همراه دو فیلم رم، شهر بی‌دفاع و از خودی‌ها، به صورت غیررسمی، سه‌گانه جنگی او خوانده می‌شوند.